# Дијализа јетре
Дијализа јетре је процес дијализног третмана за особе са инсуфицијенцијом јетре да би се крв ослободила токсина који се акумулирају због лоше функције јетре . Ова процедура је обећавајућа за пацијенте са хепатореналним синдромом . Слично је хемодијализи која се користи за лечење затајења бубрега која уклања углавном токсине растворљиве у води, али не уклања токсине везане за албумин који се акумулирају у отказивању јетре. Уз екстракорпоралну биовештачку јетру, она је један од два облика вештачке подршке јетри кроз екстрателесну циркулацију.
Кључни проблем са којим се сусреће код отказивања јетре је нагомилавање токсина који се више не елиминишу од стране оштећене јетре. На основу ове хипотезе, уклањање липофилних супстанци везаних за албумин као што су билирубин , жучне киселине , метаболити ароматичних аминокиселина , средње ланчане масне киселине и цитокини требало би да буде корисно за клиничко побољшање пацијената са инсуфицијенцијом јетре. То је довело до развоја вештачких филтера и уређаја за адсорпцију.
Дијализа јетре се тренутно сматра само прелазним методом лечења док се чека трансплантација или регенерација јетре (у случају акутне инсуфицијенције јетре)  ,  ,  и, за разлику од бубрежне дијализе, не пружа олакшање пацијенту током дужег временског периода (неколико месеци или година).

## Машине за дијализу јетре
Уређаји за вештачку детоксикацију који су тренутно у клиничкој примени укључују МАРС систем, СПАД систем и уређаје Прометеус система.

### МАРС систем
МАРС систем (Molecular Adsorbants Recirculation System), који је развио Тераклин АГ у Немачкој, један је од најпознатијих система за екстракорпоралну хепатичну дијализу који се примењује од 1999. године. Састоји се од два одвојена круга:
- Први круг, је састављен од хуманог серумског албумина, који је у контакту са крвљу пацијента кроз специјалну полупропусну мембрану (MARS®-FLUX) и има два специјална филтера одговорна за опоравак албумина након што је апсорбовао токсине из крви пацијента.
- Други круг, се састоји од машине за хемодијализу која се користи за чишћење албумина из првог круга, пре него што се поново врати да циркулише у првом круг.

МАРС систем може уклонити бројне токсине из крви, као што су амонијак, жучне киселине, билирубин, бакар, гвожђе и феноли .
Третман се обично обавља у току три до пет сесија дијализе у трајању од 8  сати .
Развој система је започео на Универзитету у Ростоку у Немачкој. Добио је одобрење од Управе за храну и лекове (ФДА) за терапију предозирања лековима и тровања у јуна 2005. године и доступан је у Сједињеним Америчким Државама од краја 2005. године. 
У Канаду, прва јединица МАРС система стигла је у Општу болницу у Торонту 2005. године.

### СПАД систем
СПАД систем (Single Pass Albumin Dialysis), је једноставна метода која користи албумин у машинама за бубрежну дијализу без додатног система перфузије; Крв пацијента циркулише у кругу са филтером идентичним оном који се користи у систему МАРС. Другу страну мембране прелази противструјни раствор албумина који се одбацује након проласка кроз филтер. Хемодијализа се може обавити у првом кругу помоћу истог система шупљих влакана.

### Прометус систем
Прометеус систем (Fresenius Medical Care, Бад Хомбург, Немачка ) је нови уређај заснован на комбинацији адсорпције албумина са хемодијализом високог флукса након селективне филтрације албумина на специфичном полисулфонском филтеру (АлбуФлов). Испитиван је у групи од једанаест пацијената са хепатореналним синдромом (акутним или хроничним са бубрежном инсуфицијенцијом). 
Лечење овим системом током два узастопна дана дуже од четири сата значајно је побољшало серумске концентрације коњугованог билирубина, жучних киселина, амонијака, холинестеразе, креатинина, урее и пХ вредности крви.